# غيرغلي كيس
غيرغلي كيس (بالمجرية: Kiss Gergely)‏ هو مصارع رياضي واقتصادي مجري، ولد في 6 نوفمبر 1983 في Orosháza ‏ في المجر.

## وصلات خارجية
- غيرغلي كيس على موقع قاعدة بيانات المصارعة الدولية (الإنجليزية)
- غيرغلي كيس على موقع أوليمبيديا (الإنجليزية)
- غيرغلي كيس على موقع اللجنة الأولمبية المجرية (الهنغارية)